# 北山站 (广州市)
北山站是广州地铁12號線的一个车站，位于中国广东省广州市海珠区新滘东路科韵南路交汇处东南侧的地底，于2025年6月29日启用。

## 车站结构

### 车站楼层
本站共设有两层。其中地面为车站各出入口，周边为科韵南路、北山村、仑头村、官洲北苑及周边建筑。地下一层为站厅；地下二层为12号线站台。
| 地下一层 | 站厅                       | 售票機、客服中心、商店、警务室、安检设施 |  |  |
| 地下二层 | 2 站台                     | █12号线 二沙島方向（下站：赤沙）         |  |  |
|          | 岛式站台（卫生间、母婴室） |                                          |  |  |
|          | 1 站台                     | █12号线 大学城南方向（下站：官洲）       |  |  |

### 站厅

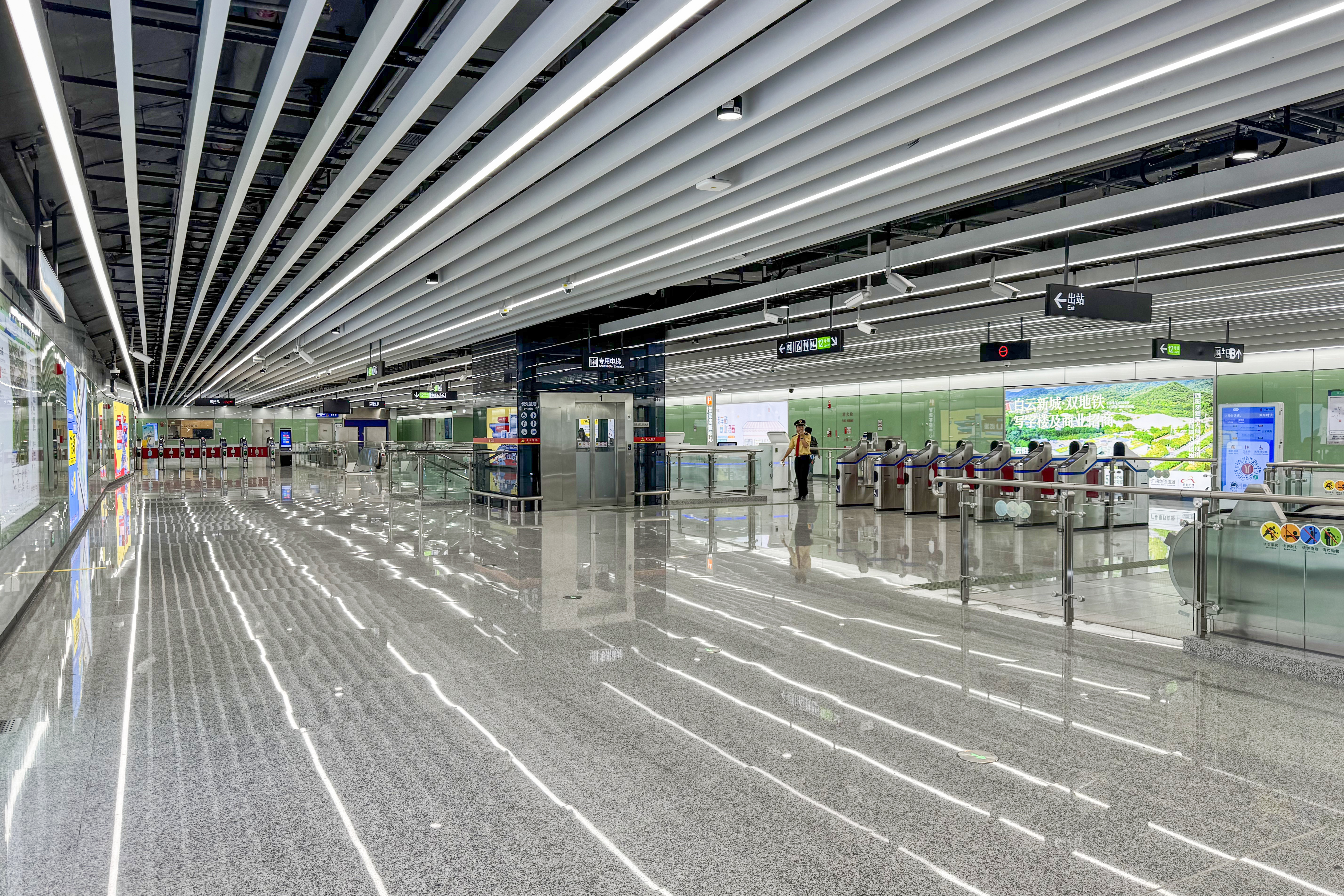
站厅

北山站站厅設有自动售票機及智能客服中心。另外，自動體外去顫器设于车站控制中心旁靠近B出入口处。
为方便行人进出，北山站站厅东侧被划分为收费区，收费区内设有专用电梯、多条扶手电梯及楼梯方便乘客前往月台。

### 月台
本站设有一个岛式月台，位于科韵南路东侧地块的地底。
本站的卫生间和母婴室设于站台往大学城南方向的端头。
另外，本站站台往大学城南方向的一端设有一组双存车线。

1号月台全景图（12号线往大学城南方向）

### 出入口
北山站目前设有4个出入口供乘客进出。
|                                           |                                                       |      |          |                             |
| 编号                                      | 设施                                                  | 照片 | 出口指示 | 建议前往的目的地            |
| B1                                        | 盲道标志 · 升降机标志 · 无障碍通道标志 · 扶手电梯标志 |      | 科韵南路 | 公交：北山站（南行）        |
| B2                                        | 盲道标志 · 升降机标志 · 无障碍通道标志 · 扶手电梯标志 |      | 科韵南路 | 仑头村 公交：北山站（北行） |
| B3                                        |                                                       |      | 新滘东路 | 科韵南路                    |
| C                                         | 扶手电梯标志                                          |      | 新滘东路 | 科韵南路                    |
| 註： 設有 \| 設有 \| 設有 \| 設有扶手電梯 |                                                       |      |          |                             |

## 接驳交通
车站附近设有北山站公交站，可供乘客前往北山村、仑头村、琶洲、大学城、生物岛等地。
| 公交线路 \| 编号 \| 编号 \| 线路 \| 线路 \| 线路 \| 收费 \| 备注 \| \| ---- \| -------------------- \| ------------------ \| ---- \| ------------------ \| ---- \| -------------------------------------------------------------------------------- \| \| \| B25 \| 体育中心 \| ⇆ \| 大学城（中部枢纽） \| 2元 \| \| \| \| 461 \| 北山 \| ⇆ \| 赤沙北 \| 2元 \| \| \| \| 461仑头班车461A \| 仑头 \| ⇆ \| 琶洲 \| 2元 \| \| \| \| 大学城专线1大学城1线 \| 广外 \| ⇆ \| 大学城（广大） \| 3元 \| 15分/班（寒暑假期间30–60分/班） \| \| \| 大学城专线2大学城2线 \| 华工大 \| ⇆ \| 大学城（广中医） \| 3元 \| 15分/班（寒暑假期间30–60分/班） \| \| \| 大学城专线3大学城3线 \| 广东药学院 \| ⇆ \| 大学城（中部枢纽） \| 3元 \| 15分/班（寒暑假期间30–60分/班） \| \| \| 大学城专线4大学城4线 \| 天平架 \| ⇆ \| 大学城（广大） \| 3元 \| 15分/班（寒暑假期间30–60分/班） \| \| \| 高峰快线74 \| 珠影（地铁客村站） \| ⇆ \| 螺旋四路东 \| 2元 \| 252路附属线路 \| \| \| 夜48 \| 大学城体育中心 \| ⇆ \| 体育中心 \| 4元 \| B25路附属线路，使用大学城专线1、大学城专线4的配车运营 15–30分/班，寒暑假期间停运 \| \| \| 夜70 \| 天河客運站 \| ⇆ \| 北山村（新滘东路） \| 4元 \| 252路附属线路 \| |                      |                    |      |                    |      |                                                                                  |
| 编号 | 编号                 | 线路               | 线路 | 线路               | 收费 | 备注                                                                             |
| | B25                  | 体育中心           | ⇆    | 大学城（中部枢纽） | 2元  |                                                                                  |
| | 461                  | 北山               | ⇆    | 赤沙北             | 2元  |                                                                                  |
| | 461仑头班车461A      | 仑头               | ⇆    | 琶洲               | 2元  |                                                                                  |
| | 大学城专线1大学城1线 | 广外               | ⇆    | 大学城（广大）     | 3元  | 15分/班（寒暑假期间30–60分/班）                                                  |
| | 大学城专线2大学城2线 | 华工大             | ⇆    | 大学城（广中医）   | 3元  | 15分/班（寒暑假期间30–60分/班）                                                  |
| | 大学城专线3大学城3线 | 广东药学院         | ⇆    | 大学城（中部枢纽） | 3元  | 15分/班（寒暑假期间30–60分/班）                                                  |
| | 大学城专线4大学城4线 | 天平架             | ⇆    | 大学城（广大）     | 3元  | 15分/班（寒暑假期间30–60分/班）                                                  |
| | 高峰快线74           | 珠影（地铁客村站） | ⇆    | 螺旋四路东         | 2元  | 252路附属线路                                                                    |
| | 夜48                 | 大学城体育中心     | ⇆    | 体育中心           | 4元  | B25路附属线路，使用大学城专线1、大学城专线4的配车运营 15–30分/班，寒暑假期间停运 |
| | 夜70                 | 天河客運站         | ⇆    | 北山村（新滘东路） | 4元  | 252路附属线路                                                                    |

## 历史
本站在规划和建设时被称作仑头站。车站于2020年3月完成首幅地连墙浇注，同年11月通过基坑开挖验收并进入全面开挖施工阶段。2025年1月，车站完成“三权”移交。
2024年8月，12号线东段车站初定名称公示，本站拟更名为北山站。然而更名引发仑头村方面不满，市民政局回应称将请地铁集团进一步核实车站所在位置及用地情况。次年4月，12号线东段正式站名公布，本站定名北山站。
2025年6月29日，本站正式启用。